# Districte de Saint-Denis
El Districte de Saint-Denis és un dels tres districtes amb què es divideix el departament francès de Sena Saint-Denis. Té 6 cantons i 9 municipis i el cap del districte és la sotsprefectura de Saint-Denis.
No s'ha de confondre amb el Districte de Saint-Denis de l'illa de la Reunió.

## Composició

### Cantons
- Aubervilliers
- La Courneuve (en part)
- Épinay-sur-Seine
- Saint-Denis-1
- Saint-Denis-2
- Saint-Ouen

### Municipis
Els municipis del districte de Saint-Denis, i el seu codi INSEE, son:
1. Aubervilliers (93001)
2. La Courneuve (93027)
3. Épinay-sur-Seine (93031)
4. L'Île-Saint-Denis (93039)
5. Pierrefitte-sur-Seine (93059)
6. Saint-Denis (93066)
7. Saint-Ouen (93070)
8. Stains (93072)
9. Villetaneuse (93079)